# S-IVB

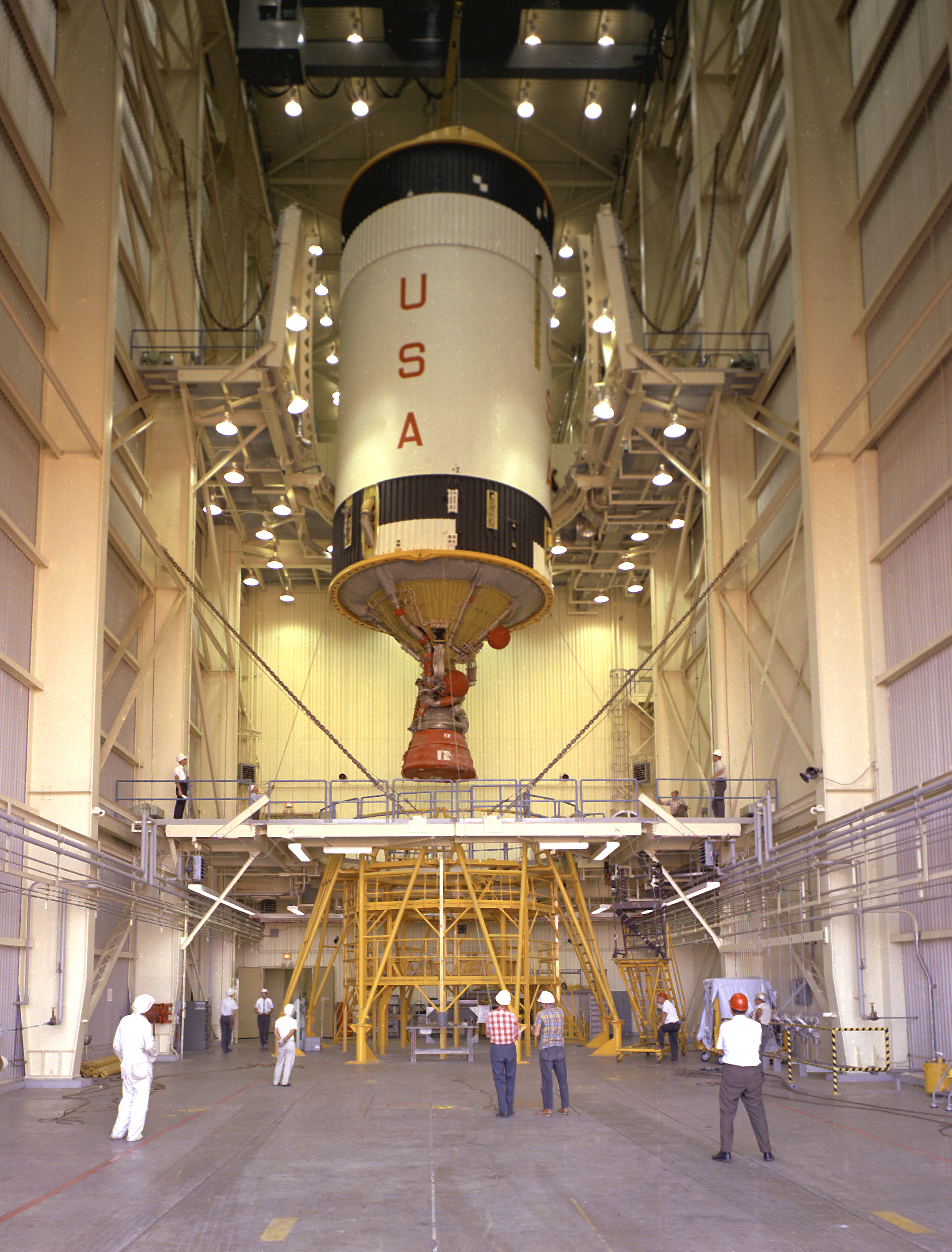
Um S-IVB-206 usado no lançamento do Skylab II.

O S-IVB foi um estágio de foguete movido a combustível líquido, usado como segundo estágio do Saturno IB e como terceiro no Saturno V. O S-IVB foi produzido pela Douglas Aircraft Company, e usava um motor J-2.
Para missões lunares, ele era acionado duas vezes, a primeira para inserção na órbita de espera e a segunda para a injeção translunar (TLI).

## Construídos
| série 200       | série 200                                                      | série 200                                                      | série 200                                                                                | série 200 |
| Número de série | Usar                                                           | Data de lançamento                                             | Localização atual                                                                        | Notas |
| --------------- | -------------------------------------------------------------- | -------------------------------------------------------------- | ---------------------------------------------------------------------------------------- | --- |
| S-IVB-S         | Estágio de teste estático "Battleship"                         | Estágio de teste estático "Battleship"                         | Empilhado no topo do S-IB-11 no Alabama Welcome Center em Ardmore, AL                    | Artigo de teste feito com tanques de aço inoxidável mais espessos (os estágios de voo usariam tanques de alumínio mais finos) para carregamento inicial de propulsor e testes de motor. Montagem concluída em meados de 1964, iniciou os testes em setembro do mesmo ano.                      |
| S-IVB-F         | Fase de teste de instalações                                   | Fase de teste de instalações                                   | Parece ter sido descartado na década de 1990                                             | Concluído no início de 1965, usado no final daquele ano (sem motor J-2 ) para verificar as instalações terrestres em LC-34 e LC-37 em Cabo Canaveral. Completou testes semelhantes como parte do SA-500F no KSC em 1965/1966. Modificado em 1970 para se tornar o veículo Skylab Dynamic Test. |
| S-IVB-D         | Estágio de teste "dinâmico"                                    | Estágio de teste "dinâmico"                                    | US Space & Rocket Center, Huntsville, Alabama 34°42′38″N 86°39′27″W                      | Montagem concluída em 1964. Entregue ao Marshall Space Flight Center em janeiro de 1965; também usado para testes estruturais como parte do SA-500D em 1967. |
| S-IVB-T         | Estágio de teste de peso de voo; Montagem cancelada            | Estágio de teste de peso de voo; Montagem cancelada            |                                                                                          | Teria tanques de alumínio semelhantes a vôo (ao contrário do S-IVB-S) para tanques finais e testes de motores. Cancelados durante a montagem, os tanques foram transferidos para a unidade S-IVB-F                                                                                             |
| S-IVB-201       | AS-201                                                         | 26 de fevereiro de 1966                                        | Teste suborbital; Oceano Atlântico impactado em 9.6621S, 10.0783E                        | Primeiro S-IVB a voar; missão suborbital Saturno IB. |
| S-IVB-202       | AS-202                                                         | 25 de agosto de 1966                                           | Teste suborbital; Oceano Atlântico impactado                                             | Missão suborbital Saturno IB; Ignição do motor J-2 gravada por uma câmera no estágio S-IB. |
| S-IVB-203       | AS-203                                                         | 5 de julho de 1966                                             | Explodiu em órbita durante o teste de anteparo no final da missão; detritos deteriorados | Não carregava carga útil para testar o comportamento do hidrogênio líquido na ausência de peso. Dados usados para validar a possibilidade de reinício do J-2 no S-IVB da série 500. |
| S-IVB-204       | Apollo 5 (originalmente destinado a Apollo 1)                  | 22 de janeiro de 1968                                          | Lançou o LM-1 em órbita baixa da Terra para teste sem tripulação; decadente              | |
| S-IVB-205       | Apollo 7                                                       | 11 de outubro de 1968                                          | Decaído da órbita baixa da Terra                                                         | |
| S-IVB-206       | Skylab 2, (equipe para Skylab)                                 | 25 de maio de 1973                                             | Decaído da órbita baixa da Terra                                                         | Primeiro Saturno IB lançado do LC-39B. Os estágios 206-210 foram produzidos em 1966/67 e armazenados em Huntington Beach até 1971. Recondicionado e submetido a um segundo conjunto de testes de solo antes de ser enviado para KSC.                                                           |
| S-IVB-207       | Skylab 3, (tripulação para Skylab)                             | 28 de julho de 1973                                            | Decaído da órbita baixa da Terra                                                         | |
| S-IVB-208       | Skylab 4, (tripulação para Skylab)                             | 16 de novembro de 1973                                         | Decaído da órbita baixa da Terra                                                         | |
| S-IVB-209       | Veículo de resgate Skylab não voado                            | Veículo de resgate Skylab não voado                            | Centro Espacial Kennedy                                                                  | Também atuou como um veículo de backup para ASTP, nunca necessário. |
| S-IVB-210       | Projeto de Teste Apollo Soyuz                                  | 15 de julho de 1975                                            | Decaído da órbita baixa da Terra                                                         | |
| S-IVB-211       | não usado                                                      | não usado                                                      | US Space and Rocket Center, Huntsville, Alabama                                          | |
| S-IVB-212       | Convertido para Skylab                                         | 14 de maio de 1973                                             | Reentrou na atmosfera da Terra em 11 de julho de 1979                                    | |
| série 500       |                                                                |                                                                |                                                                                          | |
| Número de série | Usar                                                           | Data de lançamento                                             | Localização atual                                                                        | Notas |
| S-IVB-501       | Apollo 4                                                       | 9 de novembro de 1967                                          | Oceano Pacífico impactado em 23.435N, 161.207E.                                          | Primeiro teste de voo do Saturn V e primeiro S-IVB a reiniciar seu J-2. A reinicialização do motor colocou o S-IVB e a espaçonave em uma trajetória de interseção com a Terra. |
| S-IVB-502       | Apollo 6                                                       | 4 de abril de 1968                                             | Decaído da órbita baixa da Terra                                                         | Segundo teste de voo desaparafusado do Saturn V. O reinício do J-2 falhou devido a danos causados pela oscilação do pogo dos estágios anteriores. Alguns marcos da missão foram alcançados usando queimas adicionais do Apollo Service Propulsion System (SPS).                                |
| S-IVB-503       | Destruído durante o teste                                      | Destruído durante o teste                                      |                                                                                          | Originalmente planejado para Apollo 8 antes da destruição |
| S-IVB-503N      | Apolo 8                                                        | 21 de dezembro de 1968                                         | órbita heliocêntrica                                                                     | |
| S-IVB-504N      | Apollo 9                                                       | 3 de março de 1969                                             | órbita heliocêntrica                                                                     | |
| S-IVB-505N      | Apollo 10                                                      | 18 de maio de 1969                                             | órbita heliocêntrica                                                                     | |
| S-IVB-506       | Apollo 11                                                      | 16 de julho de 1969                                            | órbita heliocêntrica                                                                     | |
| S-IVB-507       | Apollo 12                                                      | 14 de novembro de 1969                                         | órbita heliocêntrica                                                                     | Acredita-se que foi descoberto como um asteróide em 2002 e recebeu a designação J002E3 |
| S-IVB-508       | Apollo 13                                                      | 11 de abril de 1970                                            | Superfície lunar impactada em 14 de abril de 1970*                                       | |
| S-IVB-509       | Apollo 14                                                      | 31 de janeiro de 1971                                          | Superfície lunar*                                                                        | |
| S-IVB-510       | Apollo 15                                                      | 26 de julho de 1971                                            | Superfície lunar*                                                                        | |
| S-IVB-511       | Apollo 16                                                      | 16 de abril de 1972                                            | Superfície lunar*                                                                        | |
| S-IVB-512       | Apollo 17                                                      | 7 de dezembro de 1972                                          | Superfície lunar*                                                                        | |
| S-IVB-513       | Apollo 18 (cancelado)                                          | Apollo 18 (cancelado)                                          | Centro Espacial Johnson                                                                  | Os outros dois estágios da pilha SA-513 lançaram a estação espacial Skylab para a órbita baixa da Terra |
| S-IVB-514       | Apollo 19 (cancelado)                                          | Apollo 19 (cancelado)                                          | Centro Espacial Kennedy                                                                  | |
| S-IVB-515       | Apollo 20 (cancelado), posteriormente convertido para Skylab B | Apollo 20 (cancelado), posteriormente convertido para Skylab B | Museu Nacional do Ar e do Espaço                                                         | Convertido para a estação espacial Skylab B como um backup para o Skylab. Proposta várias vezes para ser lançada após o Skylab, mas o financiamento nunca se materializou e a estação permaneceu sem uso.                                                                                      |